# Thierry Mugler

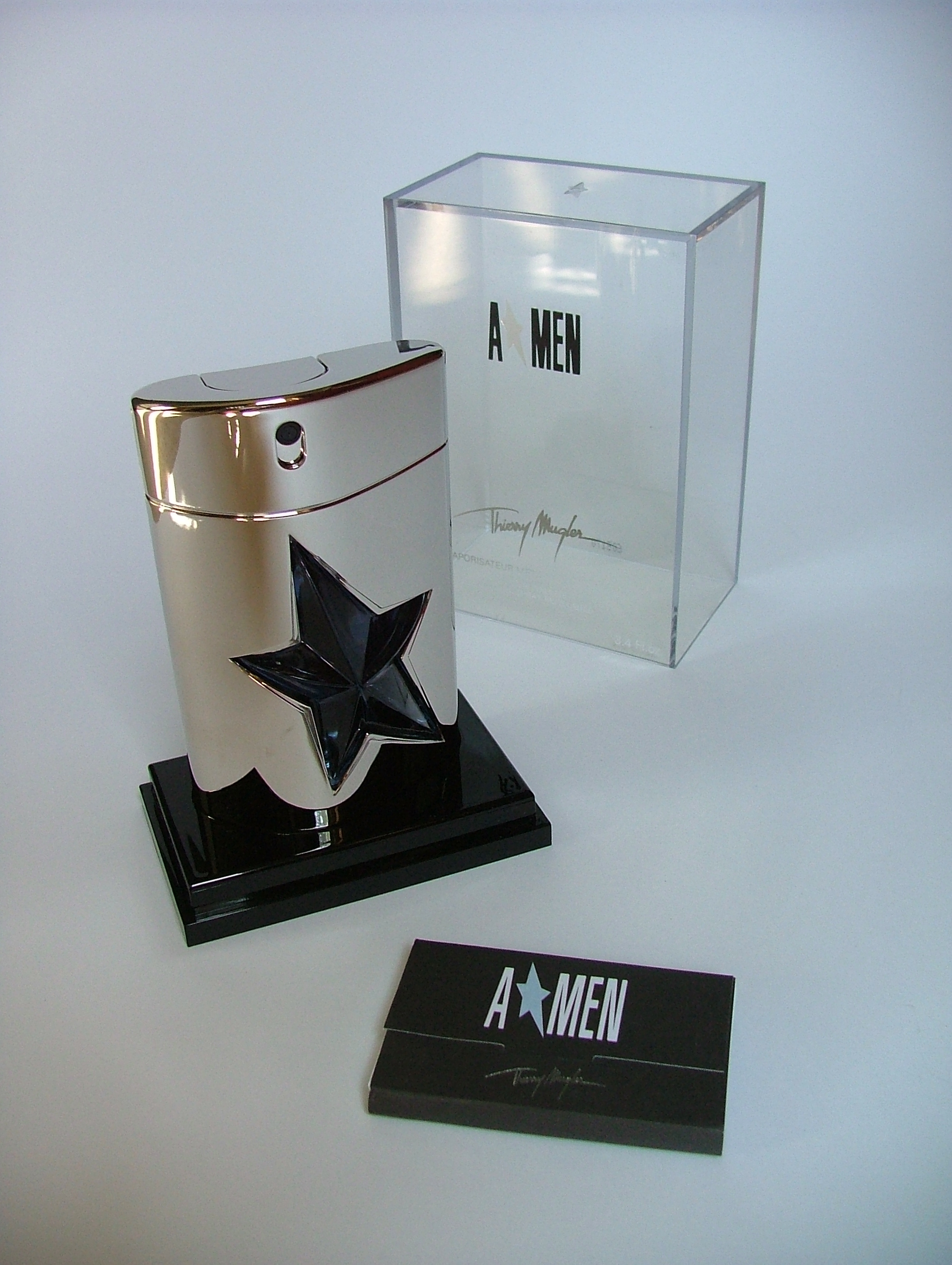
Perfumy Angel Men

Manfred Thierry Mugler (ur. 21 grudnia 1948 w Strasburgu, zm. 23 stycznia 2022 w Paryżu) – francuski projektant mody, fotograf i założyciel firmy sygnowanej jego nazwiskiem.
W latach 70. założył swój dom mody i szybko zyskał rozgłos w kolejnych dekadach dzięki awangardowemu, architektonicznemu, hiperkobiecemu i teatralnemu podejściu do haute couture. Był jednym z pierwszych projektantów, którzy bronili różnorodności w swoich pokazach na wybiegach, które często zajmowały się rasizmem i ageizmem oraz zawierały nietradycyjne modele, takie jak drag queen, gwiazdy porno i kobiety transpłciowe. W 2002 przeszedł na emeryturę, a w 2013 powrócił jako doradca kreatywny.
Na początku swojej kariery projektował charakterystyczne stylizacje dla Michaela Jacksona, Madonny, Grace Jones, Davida Bowiego i Diany Ross; a przede wszystkim stworzył słynną czarną sukienkę noszoną przez Demi Moore w melodramacie Adriana Lyne’a Niemoralna propozycja (Indecent Proposal, 1993), która została kiedyś nazwana „najsłynniejszą sukienką lat 90.”. Wyreżyserował i zaprojektował stroje do teledysku George’a Michaela „Too Funky” z udziałem Lindy Evangelisty, Estelle Lefébure, Nadji Auermann, John Epperson, Rossy de Palmy, Julie Newmar, Emmy Sjöberg, Tyry Banks, Kevina Alexandra Stei i Beverly Peele.
W 1992 wypuścił na rynek kultowe perfumy Angel, które stały się jednymi z najlepiej sprzedających się perfum XX wieku. Jesienna kolekcja haute couture Muglera z 1995, z okazji 20-lecia jego marki, została wystawiona w paryskim Cirque d’Hiver; i była określana jako „Woodstock of Fashion”, za ponad 300 zaprojektowanych stylizacji, wyszukaną scenografię, dziesiątki znanych supermodelek i występ Jamesa Browna.
W późniejszych latach klasyczne projekty Muglera spotkały się ze znaczącym odrodzeniem wśród celebrytów, w tym Lady Gagi w teledysku do „Telephone” (2010) i Cardi B, która przyjaźniła się z Muglerem, często nosząc jego klasyczne projekty na czerwonych dywanach i teledyskach, a taką wspominając markę w piosence „Wild Side” (2021). Zaprojektował także kostiumy do I Am... Tour (2009) Beyoncé, czyniąc swoją markę jedną z najbardziej pożądanych luksusowych marek vintage dla konsumentów z pokolenia Z, według „Teen Vogue”. W 2019 stworzył jednorazowy projekt dla Kim Kardashian na galę Met. W tym samym roku Musée des Beaux-Arts de Montréal uruchomiło dedykowaną mu wystawę Thierry Mugler: Couturissime.

## Wczesne lata
Urodził się w Strasburgu we Francji jako syn gospodyni domowej i lekarza. Mając 9 lat zaczął uczyć się tańca klasycznego. W wieku 14 lat dołączył do Baletu Narodowej Opery Renu (Opéra national du Rhin) i tańczył przez sześć lat. Uczęszczał jednocześnie na wydział architektury wnętrz w Strasburskiej Szkole Sztuki Dekoracyjnej, co doprowadziło go do stworzenia i zaprojektowania własnych ubrań.

## Kariera
W wieku 24 lat, zaczął podróżować po świecie i opuścił Strasburg. Wkrótce osiadł w Paryżu. Zaczął projektować ubrania dla paryskiego butiku o nazwie „Gudule”. W wieku 26 lat pracował już dla wielu dużych domów mody w Paryżu, Mediolanie, Londynie oraz Barcelonie.
W 1973 stworzył swoją pierwszą osobistą kolekcję o nazwie „Café de Paris”. W 1976 zaprezentował swoje prace w Tokio, na imprezie zorganizowanej przez Shiseido. W 1978 otworzył swój pierwszy butik w Paryżu „Place des Victoires”. W ślad za damskimi kreacjami pojawiły się męskie, a nieco ekscentryczne i przerysowane stroje stały się z czasem wizytówką projektanta. Ta kolekcja niosła za sobą nowoczesny styl. Czyste, precyzyjne cięcie, wysoce rozpoznawalna sylwetka, dynamiczna i szczupła, wystające łopatki.
Karierę fotograficzną rozpoczął w 1978, po spotkaniu z Helmutem Newtonem, aby nakręcić jedną ze swoich kampanii. Zaprojektował suknię Viktor Lazlo na 32. Konkurs Piosenki Eurowizji w Brukseli (1987).
W 1985 powstał film dokumentalny Thierry Mugler. Na przełomie lat 80. i 90. XX wieku Thierry Mugler stał się międzynarodowej sławy projektantem mody, jego kolekcje osiągnęły sukces komercyjny. Prezentowali je m.in.: Diana Ross, Cyd Charisse, Tippi Hedren, Jerry Hall, Lady Gaga i Ivana Trump, a także aktorzy porno – Jeff Stryker i Traci Lords. Na wybiegu kolekcje Muglera prezentowały modelki światowego formatu, w tym Carmen Dell’Orefice, Eva Herzigová, Nadja Auermann, Irina Pantajewa, Karen Mulder, Elle Macpherson, a także Polki: Agnieszka Martyna, Lilianna Guderska i Ewa Witkowska.
Zaprojektował kostiumy do dreszczowca L’Homme qui n’était pas là (1987) z Claude Jade i Georges'em Descrières'em oraz do koncertu Mylène Farmer (1990). Pojawił się także w czarnej komedii Roberta Altmana Prêt-à-Porter (1994).
Na wniosek Chambre Syndicale de la Haute Couture, ukończył swoją pierwszą kolekcję haute couture w 1992. Chociaż firma Mugler zajmowała się tworzeniem kreacji haute couture, jak i prêt-à-porter, to znana była z produkcji perfum.

## Życie prywatne
Był gejem. Przez wiele lat uprawiał kulturystykę. Był wieloletnim partnerem Krzysztofa „Leona” Dziemaszkiewicza.
Zmarł 23 stycznia 2022 w Paryżu z przyczyn naturalnych w wieku 73 lat.